# Torgau
Torgau est une ville (Große Kreisstadt) dans le Land de Saxe, en Allemagne, le chef-lieu de l'arrondissement de Saxe-du-Nord.

## Géographie

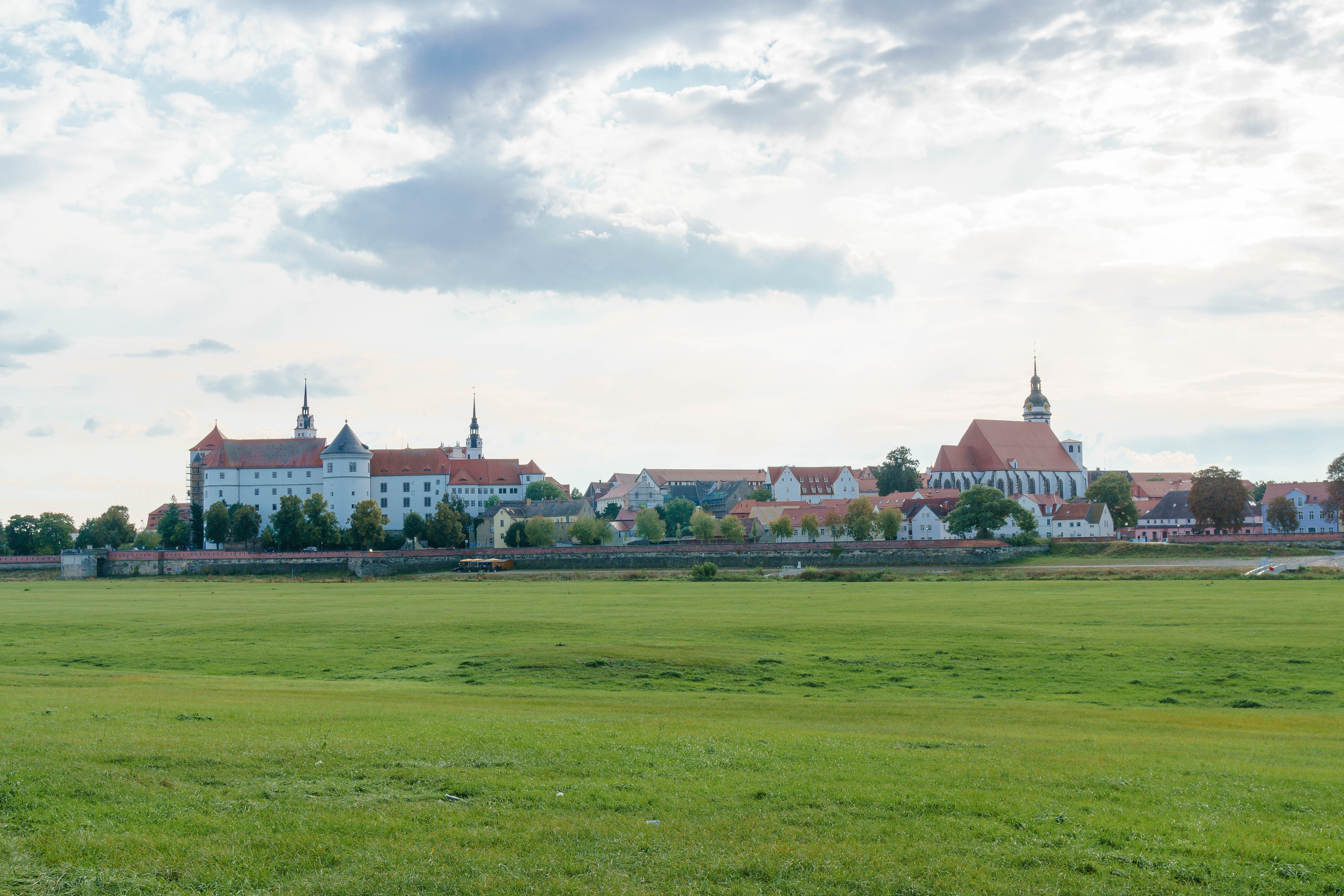
Vue de la ville sur l'Elbe.

La ville est située sur la rive gauche de l'Elbe, dans le nord de la Saxe, au bord d'une vaste étendue forestière. Elle se trouve à environ 50 kilomètres au nord-est de Leipzig et à 45 kilomètres au sud-est de Wittemberg.

### Quartiers
En plus du centre-ville, le territoire communal comprend 15 localités :
| - Beckwitz - Bennewitz - Graditz - Kranichau - Kunzwerda | - Loßwig - Melpitz - Mehderitzsch - Pflückuff - Repitz | - Staupitz - Welsau - Werdau - Weßnig - Zinna |

## Histoire
| Appartenances historiques Duché de Saxe 973-1296 Duché de Saxe-Wittemberg 1296-1356 Électorat de Saxe 1356-1806 Royaume de Saxe 1806–1815 Royaume de Prusse (Province de Saxe) 1815–1871 Empire allemand 1871–1918 République de Weimar 1918–1933 Reich allemand 1933–1945 Allemagne occupée 1945–1949 République démocratique allemande 1949–1990 Allemagne 1990–présent |

La plus vieille évocation de cette localité, sous le toponyme de Torgove, se trouve dans un document daté de 973, lorsque la rive de l'Elbe appartenait à la marche de l'Est saxonne (Gau Nizizi). On ignore la date de fondation de la ville, mais celle-ci est mentionnée comme Torgau dans une note datée de 1267. En 1344, les trois villes de Torgau, Oschatz et Grimma se liguent pour armer une milice, les Geharnischten (litt. « cuirassés »), qui s'illustrera par la suite lors du conflit entre l'abbaye de Wurzen et l'électorat de Saxe en 1542.
Par la succession des Wettin à Leipzig en 1485, Torgau échut à l'électeur Ernest de Saxe qui en fit sa capitale ; ses descendants Frédéric le Sage, Jean le Constant et Jean-Frédéric résidaient au château de Hartenfels.
En 1524, Johann Walther est chargé en tant que directeur de la maîtrise de Torgau par Martin Luther de composer le premier recueil de chants polyphoniques de l'Église luthérienne. En mars 1530, Luther lui-même, venu de la ville voisine de Wittemberg, rédigea avec ses collaborateurs Jonas, Melanchthon et Bugenhagen la fameuse confession de Torgau. Dès 1547, avec la guerre de Smalkalde et la défaite à Mühlberg, Torgau perdit son statut de ville capitale : selon la capitulation de Wittemberg, l'électeur Jean-Frédéric vaincu dut remettre ses possessions à son cousin Maurice, et Dresde demeura par la suite la seule capitale de Saxe. Katharina von Bora, la veuve de Luther, quitta en 1552 Wittemberg (frappée par la peste et la disette) pour Torgau. Elle se blessa grièvement lors du voyage et mourut trois semaines plus tard à Torgau, le 20 décembre 1552. Sa dernière demeure a été aménagée en musée, et son épitaphe dans l'église Sainte-Marie est l'une des attractions locales.
Les collines de Süptitz, à proximité de la ville, furent le théâtre le 3 novembre 1760 de l'un des ultimes épisodes de la guerre de Sept Ans avec la bataille de Torgau. En 1811, les fortifications de la ville furent réaménagées sur ordre de Napoléon ; néanmoins, la ville est occupée par les forces prussiennes lors du siège de Torgau deux ans plus tard. Au terme du congrès de Vienne, Torgau passa au royaume de Prusse et fut incorporée dans le district de Mersebourg au sein de la province de Saxe.
Pendant la Seconde Guerre mondiale, de 1943 à 1945, le « fort Zinna » fut le siège de la plus haute cour martiale du Troisième Reich, le Reichskriegsgericht. Parmi les détenus des geôles du fort Zinna, plus de 1 000 furent condamnés à mort : pour la plupart des objecteurs de conscience, des témoins de Jéhovah et des détenus américains[réf. nécessaire]. Hervé de Penfentenyo, vice-amiral d'escadre, est l'un de ces prisonniers de guerre. Comme en de nombreux autres lieux en Allemagne pendant la guerre, des Européens (y compris des Français) contraints au STO y ont travaillé.

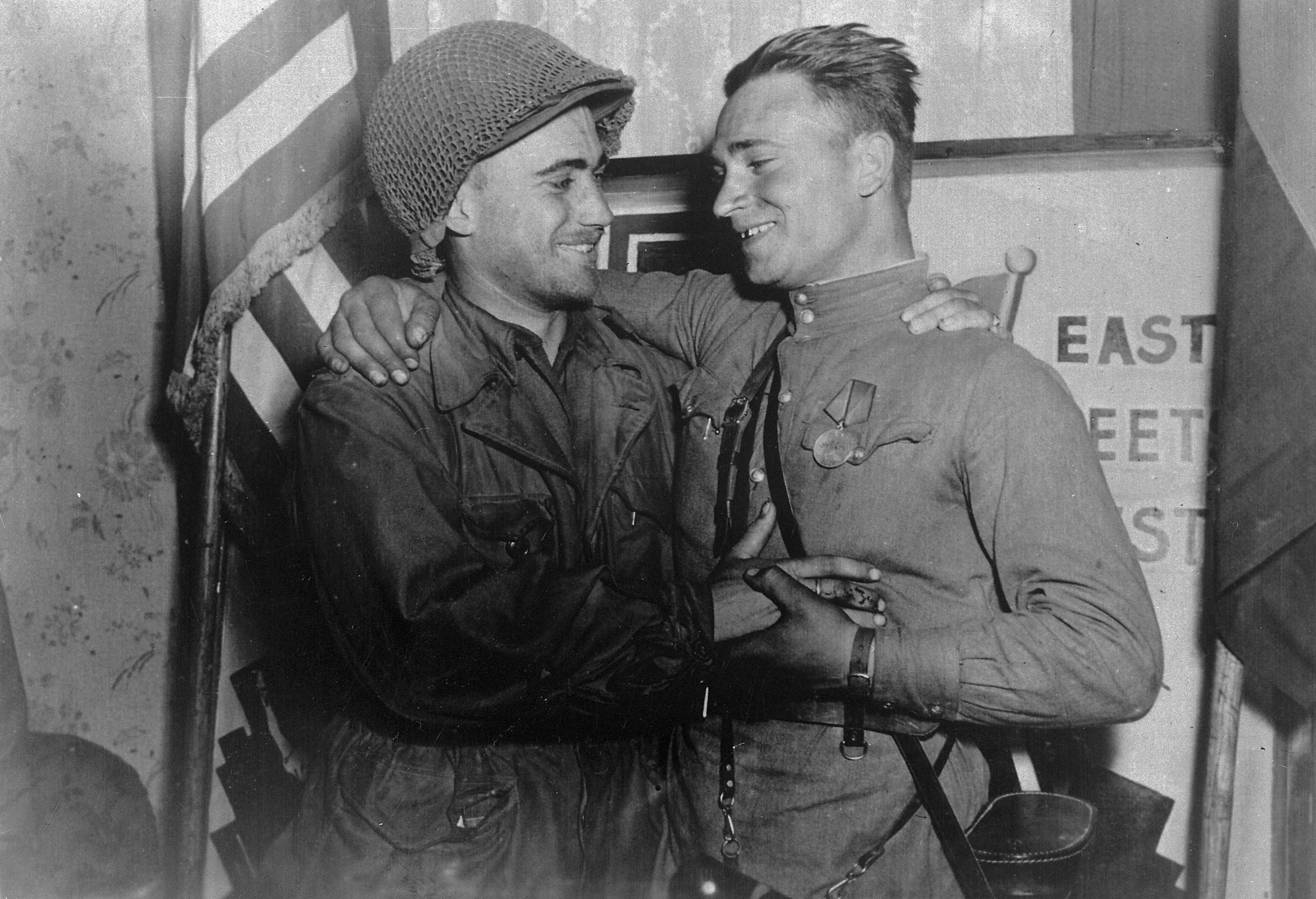
Alexandre Oustinov, la poignée de main de Torgau : « Sam » et « Ivan », en réalité le sous-lieutenant William Robertson, de l'US Army, et le lieutenant Alexander Sylvashko, de l'Armée rouge, se serrent symboliquement la main devant le panneau EAST MEETS WEST, symbole de la rencontre historique des troupes américaines et soviétiques en avril 1945.

La renommée internationale de Torgau vient du fait qu'à la fin de la Seconde Guerre mondiale, le 25 avril 1945, elle fut le point de jonction entre l'armée américaine, arrivant de l'ouest, et les troupes soviétiques, venant de l'est. Cette journée historique fut baptisée Elbe Day (« Jour de l'Elbe »).
Depuis les années 1990, le Dokumentations- und Informationszentrum Torgau au château de Hartenfels est un lieu commémoratif. Le fort Zinna est une prison jusqu'à aujourd'hui.

## Lieux et monuments
Les points d'intérêt de la ville incluent notamment le château de Hartenfels, le centre de la ville historique, reconstitué après la réunification allemande, la mairie et le monument à la rencontre des troupes soviétiques et américaines au bord de l'Elbe.
Le château de Hartenfels qui est d'époque Renaissance domine la ville. Sa chapelle a été consacrée par Martin Luther en 1544. Aujourd'hui encore, des ours bruns sont maintenus dans le fossé du château[réf. nécessaire].

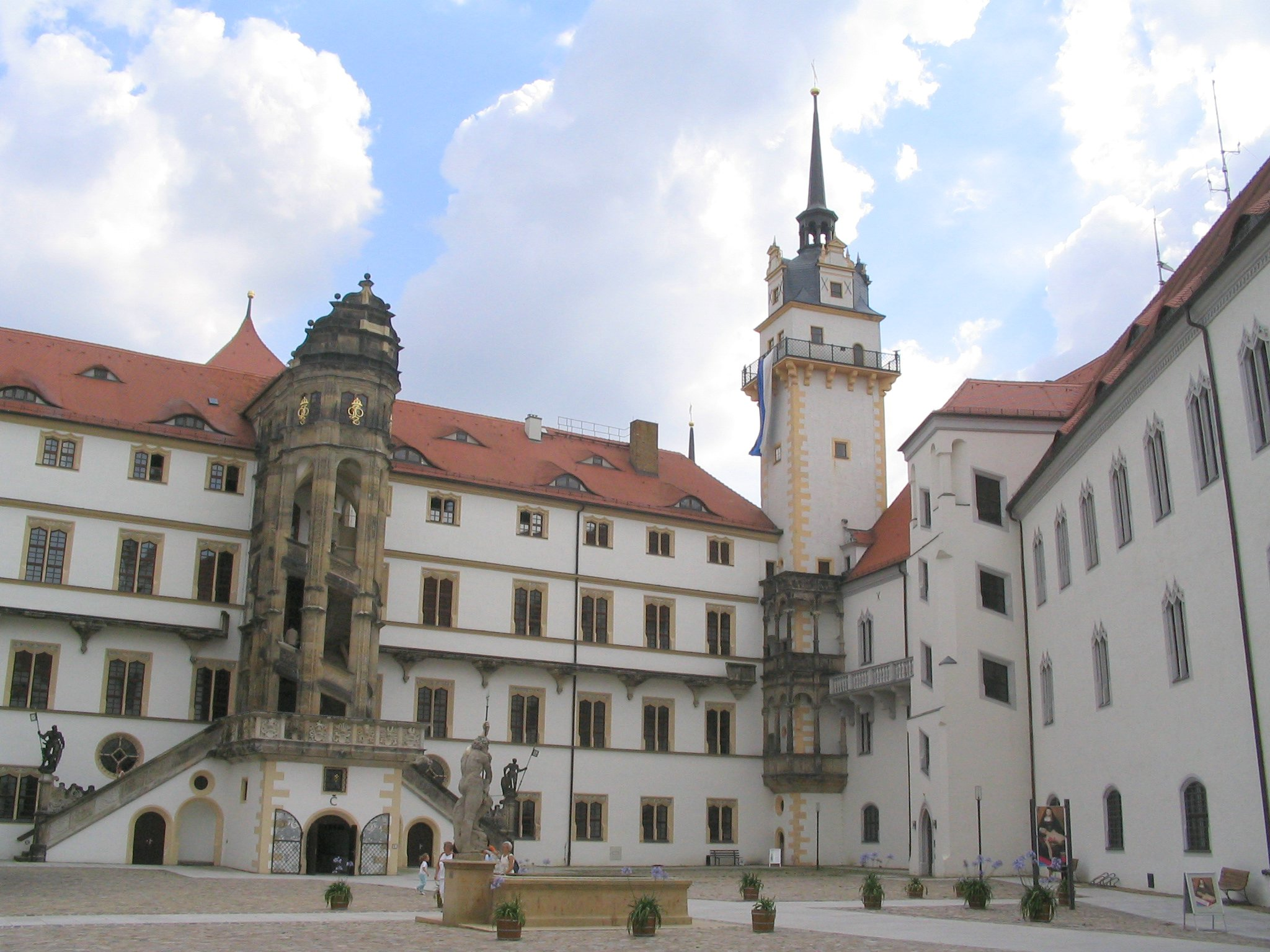
Le château de Hartenfels
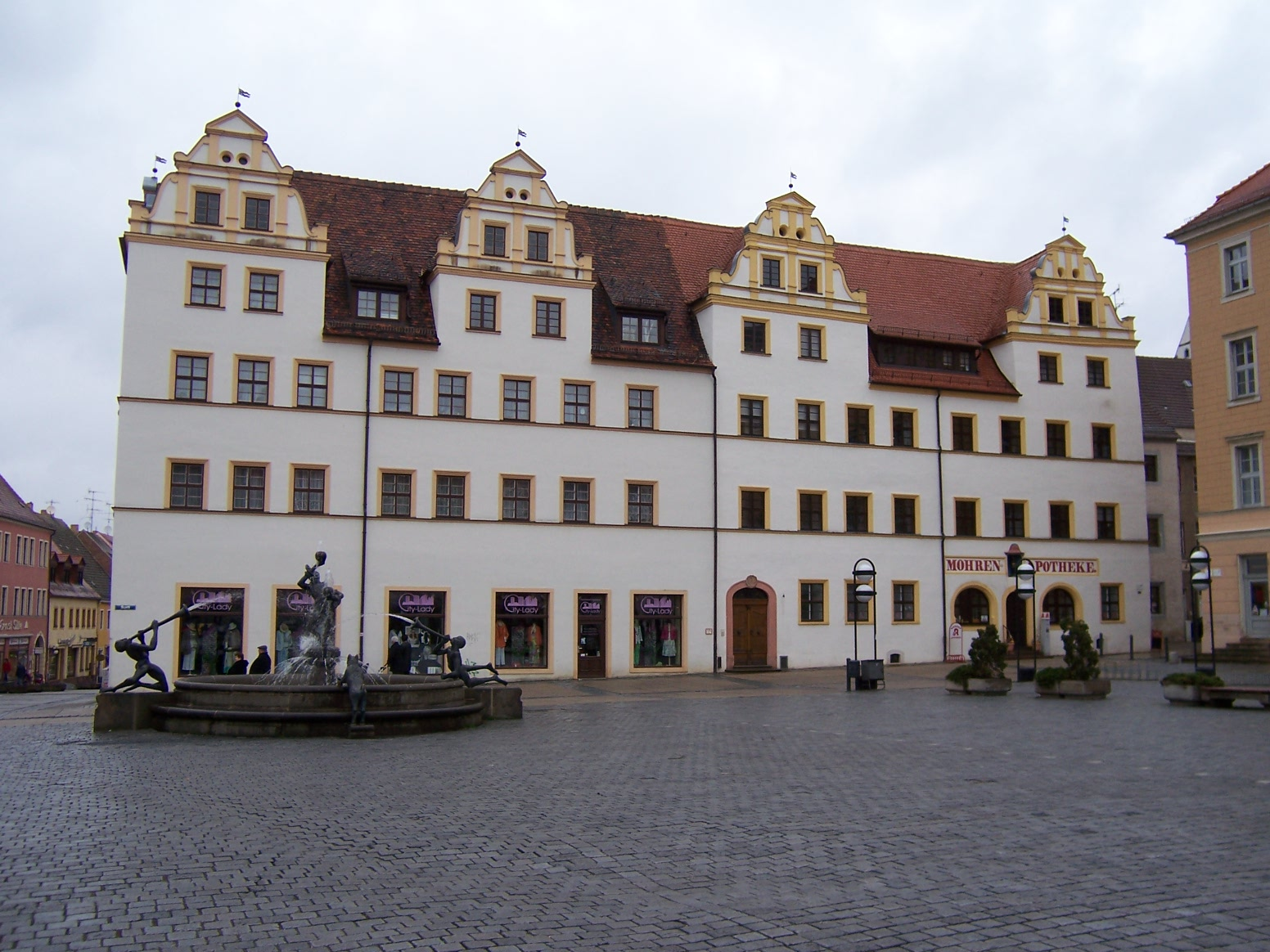
Place du marché
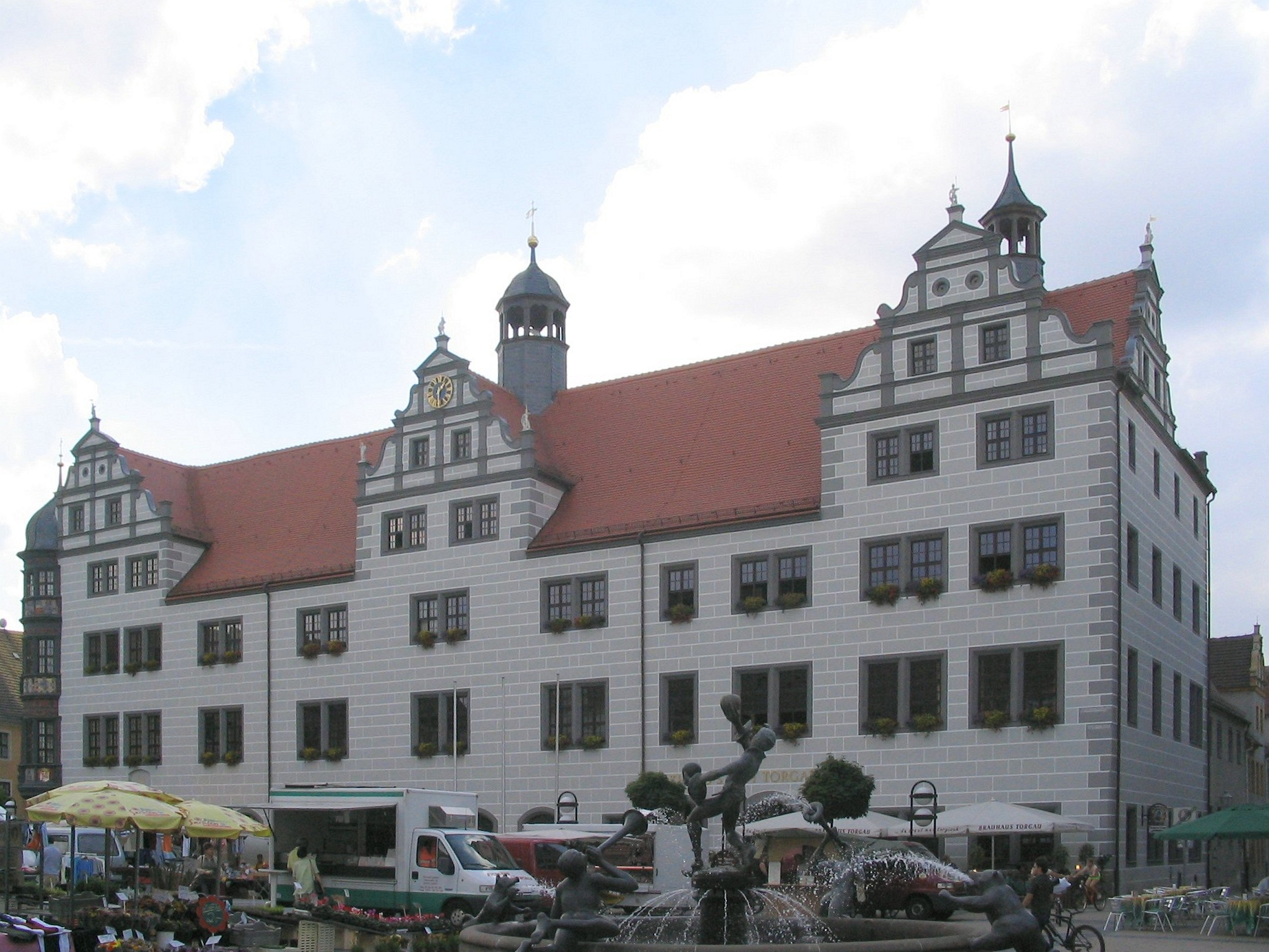
La mairie
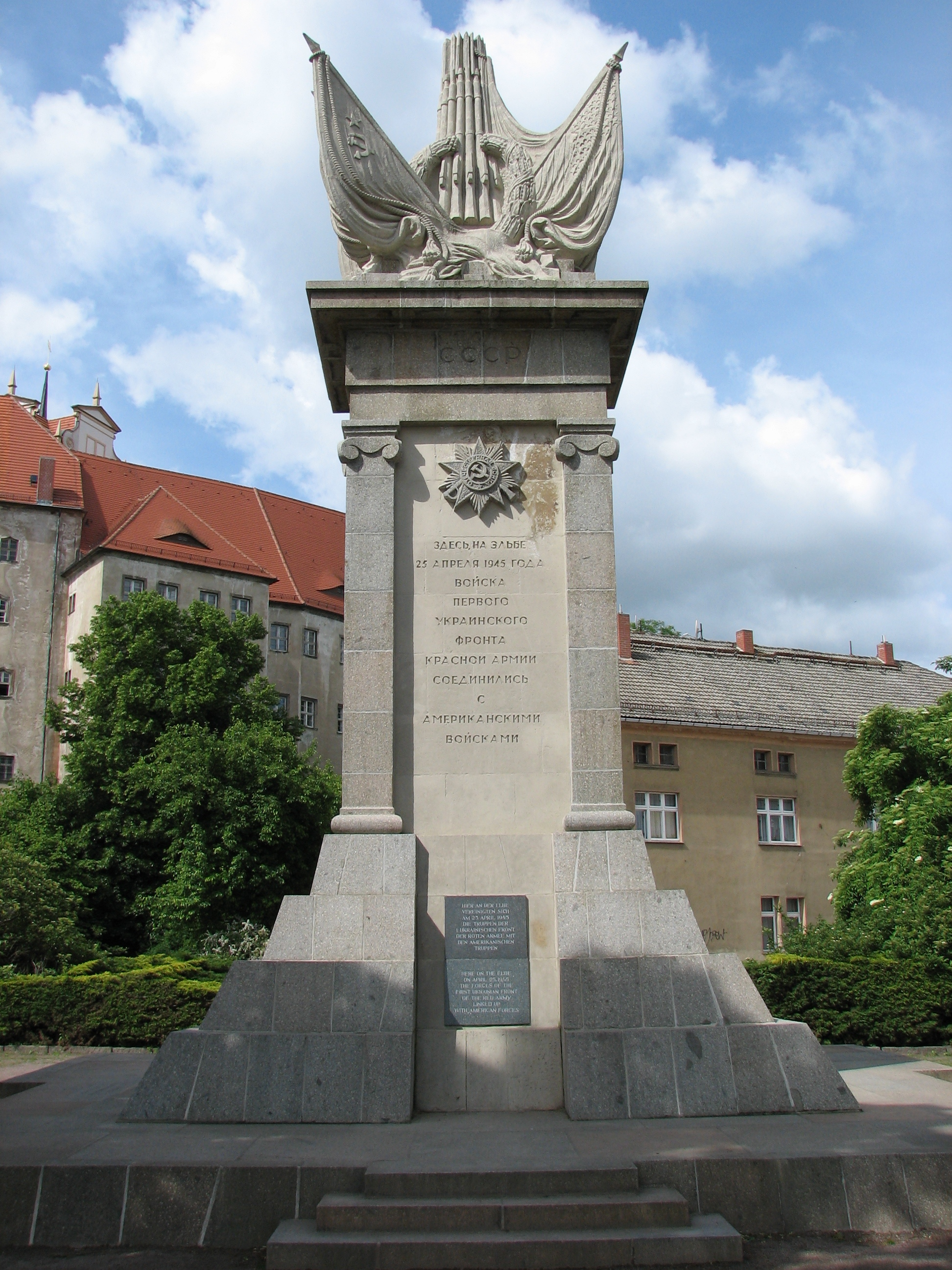
Monument commémorant la jonction de forces alliées

## Jumelages

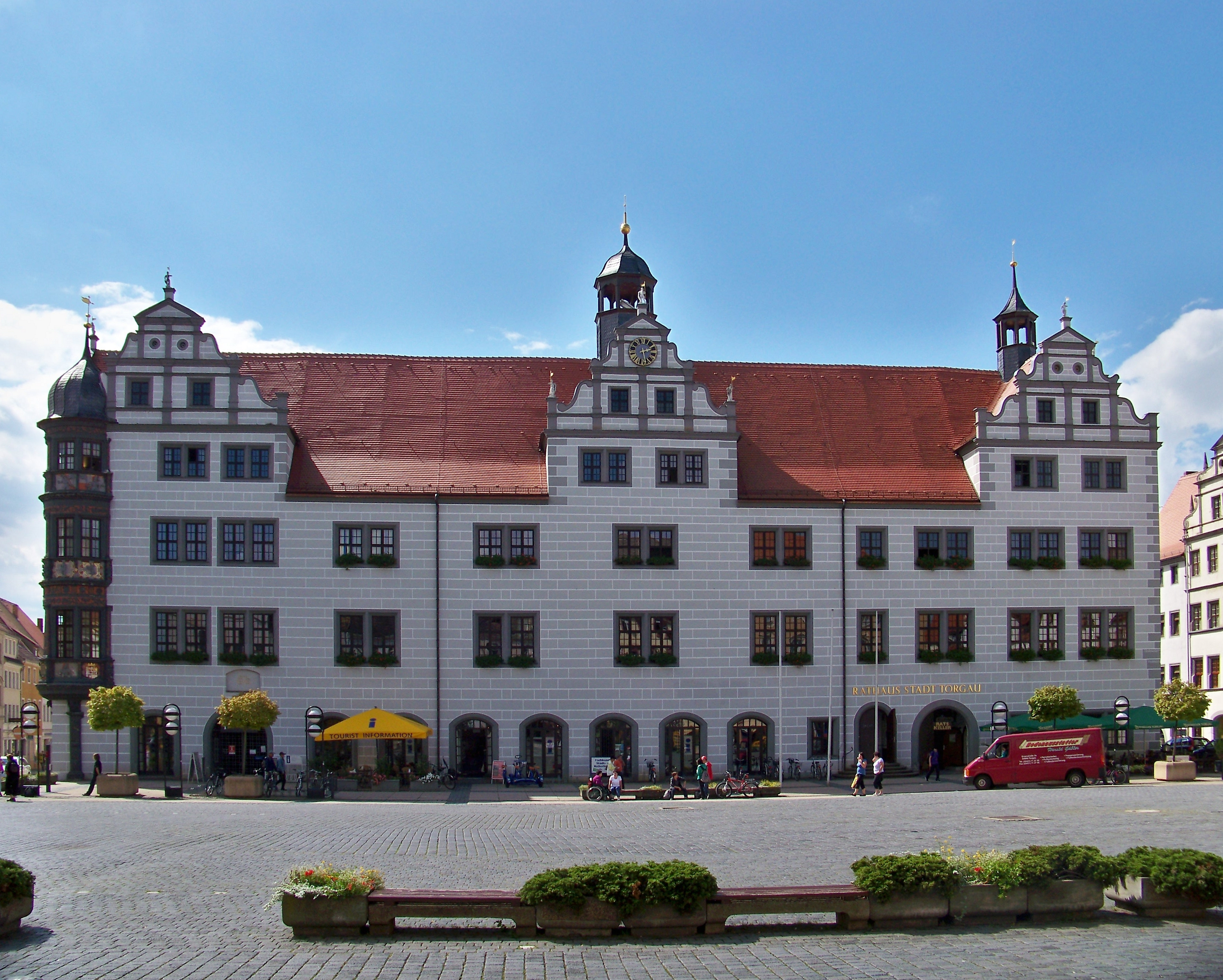
L'hôtel de ville.

La ville de Torgau est jumelée avec :
- Sindelfingen (Allemagne)
- Znojmo (Tchéquie)

## Personnalités
- Christine de Saxe (1461-1521), princesse de Saxe devenue reine de l'union de Kalmar ;
- Frédéric le Sage (1463-1525), électeur de Saxe ;
- Frédéric de Saxe (1473-1510), Grand maître de l’ordre Teutonique ;
- Nicolaus von Amsdorf (1483-1565), théologien et réformateur protestant ;
- Jean-Frédéric Ier (1503-1554), électeur de Saxe, duc de Saxe ;
- Jean-Frédéric II (1529-1595), duc de Saxe ;
- Jean-Guillaume (1530-1573), duc de Saxe-Weimar ;
- Jean-Frédéric III (1538-1565), duc de Saxe-Gotha ;
- Jean-Philippe (1597-1639), duc de Saxe-Altenbourg ;
- Frédéric (1599-1625), duc de Saxe-Altenbourg ;
- Jean-Guillaume (1600-1632), duc de Saxe-Altenbourg et de de Juliers-Clèves-Berg ;
- Dorothée de Saxe-Altenbourg (1601-1675), duchesse de Saxe-Eisenach ;
- Louis Marie de Narbonne-Lara (1755-1813), général des armées de la Révolution française et de l'Empire, décédé à Torgau dans l'exercice de commandant de la place ;
- Karl Christian Erdmann von Le Coq (1767-1830), lieutenant général et commandant de l'armée ;
- Emil Winkler (1835-1888), ingénieur et pionnier du calcul des structures ;
- Oltwig von Kamptz (1857-1921), officier des troupes coloniales allemandes en Afrique.